# Nephodia cassaria
Nephodia cassaria là một loài bướm đêm trong họ Geometridae.